# جان سردار
جان سردار (ترکی استانبولی: Can Serdar؛ زادهٔ ۲ فوریهٔ ۱۹۹۶) بازیکن فوتبال ترک‌تبار اهل آلمان است.
از باشگاه‌هایی که در آن بازی کرده‌است می‌توان به باشگاه فوتبال اس‌سی فورتونا کلن اشاره کرد.
وی همچنین در تیم ملی فوتبال جوانان آلمان بازی کرده‌است.